# 野洲河原之戰
野洲河原之戰是元龜元年（1570年）6月4日）織田氏與六角氏在近江國野洲川河岸爆發的戰事，結果試圖收復舊領的六角義賢父子戰敗，又名為落窪合戰。

## 背景
六角義賢在永祿11年（1568年）的觀音寺城之戰敗給織田信長且失去大量領地後，六角父子逃往近江甲賀郡跟伊賀國。
趁著織田信長在元龜元年（1570年）4月進軍越前國卻反遭朝倉義景跟淺井長政夾擊而倉皇撤回京都的良機，人在伊賀國的六角義賢聽聞此事後，企圖伺機收復舊領，大舉招募舊部、浪人組成軍隊反擊織田家。六角義賢還雇用洋槍名手杉谷善住坊，趁織田信長通過千草山時，讓杉谷善住坊用洋槍暗殺信長，但功敗垂成。
而織田信長為鞏固近江方面的統治，也安排佐久間信盛入駐永原城、柴田勝家入駐長光寺城，中川重政駐防安土一帶，森可成則進入西近江志賀、宇佐山城。

## 戰況
六角義賢在當年5月聚集5千人進入鯰江城，六角義賢、六角義治父子也煽動南近江各郡發動一揆反抗織田家，領兵進軍至野洲川河岸週邊。獲知這項情報的織田家臣柴田勝家跟佐久間信盛主動出兵至野洲川北岸，在落窪一帶跟六角家爆發戰事。進藤賢盛、永原重康等近江豪族也作為織田軍的一員參戰。
織田、六角雙方從午時交戰至申時，六角軍遭到織田軍擊退，柴田勝家跟佐久間信盛領導織田軍追擊，六角家臣三雲定持戰死，伊賀、甲賀的武士戰死780人，織田軍重新穩定南近江，戰勝後的柴田勝家跟佐久間信盛將討取的首級送往岐阜城。
而在朝山日乘跟毛利家的通信裡，則是聲稱織田家討取2千人，言繼卿記更表示聽聞六角方陣亡2千至3千人。柴田勝家跟佐久間信盛因戰功加封3萬貫領地。